# Можика Маринш, Жозе
Жозе Можика Маринш (порт. José Mojica Marins; 13 марта 1936 года — 19 февраля 2020 года) — Бразильский кинорежиссёр, сценарист, актёр и телеведущий. Маринш также известен как человек, создавший и сыгравший в качестве актёра персонажа Зе из гроба (в некоторых переводах — Зека из гроба, порт. Zé do Caixão) в серии фильмов ужасов. Персонаж стал своего рода альтер эго Маринша, а также иконой поп-культуры и хоррора. Благодаря популярности, Зе из гроба часто называют «бразильским национальным бабайкой» или «бразильским Фредди Крюгером».
Режиссёрским дебютом Маринша стал фильм Adventurer's Fate в 1950-х годах. Позже он снял фильм В полночь я заберу твою душу, считающийся первым бразильским фильмом ужасов. В полночь я заберу твою душу стал первым фильмом с участием Зе из гроба — персонажа, роль которого Маринш также сыграет в таких фильмах, как Сегодня ночью я вселюсь в твой труп (1967), Воплощение зла (2008) и многих других, а также в телесериалах. Он считается родоначальником жанра ужасов в Бразилии, а также визуальной жестокости в фильмах ужасов в целом.

## Биография

### Ранние годы
Маринш родился в пятницу, 13 марта 1936 года в Сан-Паулу, Бразилия, на ферме в Вила Мариана (Vila Mariana). Его родителями были Антонио Андре Маринш и Кармен Можика Империал — оба испанские иммигранты . Его интерес к созданию кино начался в раннем детстве. Когда Мариншу было три года, его отец владел местным кинотеатром, а семья жила в квартире над ним. На протяжении детства Маринш снимал короткометражные фильмы с помощью камеры, подаренной ему родителями. Снимался в них он сам и его соседи, а местом съёмок служили церкви и парки развлечений.
В 1953 году, в возрасте 18 лет, Маринш основал компанию Cia. Cinematográfica Atlas. Он приобрёл заброшенную синагогу и сделал из неё киностудию и академию, в которой он давал уроки актёрского мастерства и обучал техников, чтобы получить финансы на съёмки своих фильмов.

### Карьера

#### Зе из гроба
Маринш больше всего известен созданием и воплощением в жизнь в качестве актёра Зе из гроба — персонажа, считающегося культовым. Этот аморальный гробовщик с ницшеанской философией и ненавистью к общепринятым религиям появился в качестве главного героя в трилогии, известной как «Трилогия Зе из гроба», совершая свой смертоносный поиск «идеальной женщины» для зачатия сына и достижения таким образом метафорического бессмертия. После успеха первого фильма в серии Маринш сыграл роль этого персонажа также в фильмах Сегодня ночью я вселюсь в твой труп (1967) и Воплощение зла (2008), а также во многих других фильмах и телесериале. Персонаж также появлялся в комиксах и музыкальных клипах. Благодаря популярности Зе из гроба его назвали бразильским аналогом Фредди Крюгера.

#### Другие киноработы
Хотя Маринш и известен в большей степени благодаря фильмам ужасов, он также снимал вестерны, эксплуатационное кино, фильмы в жанрах sexploitation и drugsploitation. В своём низкобюджетном кино он часто снимал своих знакомых или начинающих актёров.
Маринш заинтересовался кино в детстве. Он утверждает, что первый фильм O Juízo Final (Судный день) он снял на 8-мм плёнку в 1948 году, когда ему было 12 лет. Продолжил он фильмом
Encruzilhada da Perdição (Перекрёстки уничтожения, 1952). Можика был одним из режиссёров в фильме-антологии The Profane Exhibit. Он снимал сегмент«Viral». В 2014 году он снова сотрудничал с другими режиссёрами в работе над фильмом-антологией The Black Fables.

#### Телевидение
Маринш вёл ежемесечную программу «Странный мир Зе из гроба» на бразильском телеканале Canal Brasil. В ней он брал интервью у актёров и музыкантов, обсуждал бразильское искусство и культуру. Среди его гостей были Zé Ramalho, Rogério Skylab и Supla.
С 1967 по 1988 год Маринш вёл программу «Além, Muito Além do Além» (грубый перевод: «За пределом, далеко за пределом предела») на TV Bandeirantes. В роли Зе из гроба он представлял короткометражные ужастики, написанные писателем и сценаристом Rubens Luchetti. Некоторые сценарии были позже адаптированы для комиксов о Зе из гроба. На момент июля 2020 года не существует ни одной сохранившейся плёнки с записью этого шоу — все они были перезаписаны.
Маринш выступал в качестве режиссёра и ведущего Шоу из внешнего мира (Um Show do Outro Mundo) на Rede Record de Televisão — снова в образе Зе из гроба. В этой получасовой телепередаче транслировались короткометражные фильмы ужасов, многие из которых были сняты на основе рассказов, присланных телезрителями и адаптированных командой Маринша. Как и в случае с предыдущим шоу, записей не сохранилось.
В 1996 году маринш вёл ежедневную телепрограмму Cine Trash (кинотрэш) на TV Bandeirantes, посвящённую полнометражным фильмам ужасов.

#### Документальные фильмы
Маринш выступил в роле самого себя в 26-минутном документальном фильме Вселенная Можика Маринша (O Universo de Jose Mojica Marins, 1978), в котором также присутствовало интервью с его матерью Кармем Маринш, монтажёром Nilcemar Leyart и Satã (ассистентом и телохранителем Маринша). В 1987 году Маринш выпустил полу-автобиографический документальный фильм Демоны и чудеса (Demônios e Maravilhas), где предстал в роли самого себя, сыграв моменты из собственной жизни, с членами его семьи, также сыгравшими самих себя.
Документальный фильм 2001 года Проклятый: Странный мир Жозе Можика Маринша (Maldito - O Estranho Mundo de José Mojica Marins), снятый биографами André Barcinski и Ivan Finotti, посвящён жизни и работе Маринша. Фильм получил специальный приз жури на Sundance Film Festival 2001 года.

### Смерть
Маринш умер 19 февраля 2020 года от осложнений бронхопневмонии в возрасте 83 лет в Сан-Паулу, после 20 дней госпитализации.

## Основная фильмография
- Adventurer's Fate (1958)[7]
- My Destiny In Your Hands (1963)[7]
- В полночь я возьму твою душу[англ.] (1964)[3][7][33]
- Сегодня ночью я вселюсь в твой труп[англ.] (1967)[3][7][34]
- Странный мир Зе-из-гроба[англ.] (1968)[29]
- Пробуждение зверя[англ.] (1970)[3][7][34]
- Последний из рода людского[англ.] (1970)[35]
- Чёрный экзорцизм Зеки-из-гроба[англ.] (1974)[3][36]
- Странный хостел для удовольствий[англ.] (1976)[16]
- Адская плоть[англ.] (1977)[3]
- Бред сумасшедшего[англ.] (1978)[7]
- Perversion (1979)[37]
- Реинкарнация демона[англ.] (2008)[7]
- Комната душ[англ.] (сегмент: "Viral", 2013)[3][19]